# Wolter von Plettenberg
Wolter von Plettenberg (eller Wolter von Plettenberg), född cirka 1450 i Welver i Westfalen, död 28 februari 1535, var en ordensmästare för Livländska orden 1494-1535.
Han blev lantmarskalk (Landmarschall) 1489 och valdes till ordensmästare för Tyska orden 1494. Han bekrigade ryssarna i förbund med Litauen och lyckades hålla den fientliga övermakten stången. Han stödde högmästaren mot Polen, av vilken anledning han erhöll ersättning i landområden. Han ingrep i de begynnande konflikterna reformationen gav upphov till, och tvingade den oppositionelle och strängt katolske ärkebiskopen av Riga till underkastelse 1526 samt genomförde ett likaberättigande av de katolska och protestantiska lärorna. 
Hans tid som regent resulterade i Livlands del i materiellt uppsving, som huvudsakligen berodde på den ryska handeln. 